# 墨漬鎮謎團
《墨漬鎮謎團》（英語：All the Wrong Questions）是雷蒙尼·史尼奇（作家丹尼爾·韓德勒的筆名）所作的系列小說，共有四部，分別為《這時候會是誰？》、《失蹤女孩在哪裡？》、《邪惡吊火人》和《末日列車》，先後在2012年至2015年間出版。
故事發生在《波特萊爾大遇險》的同個世界。主要講述雷蒙尼·史尼奇12歲時的冒險經歷。

## 創作歷程
2009年，丹尼爾·韓德勒與利特爾與布朗公司簽約，預定將在2012年出版雷蒙尼·史尼奇的新作。2010年，韓德勒在接受《蘇格蘭人報》採訪時透露了他將要撰寫新的系列小說，並表示該系列並非《波特萊爾大遇險》的前傳或是續集，部分人物、地點有些許相同，但故事整體是全新的。。
2012年10月，系列的首部小說《這時候會是誰？》出版。第二至三部小說分別在2013年、2014年和2015年出版。